# Hoogeveen

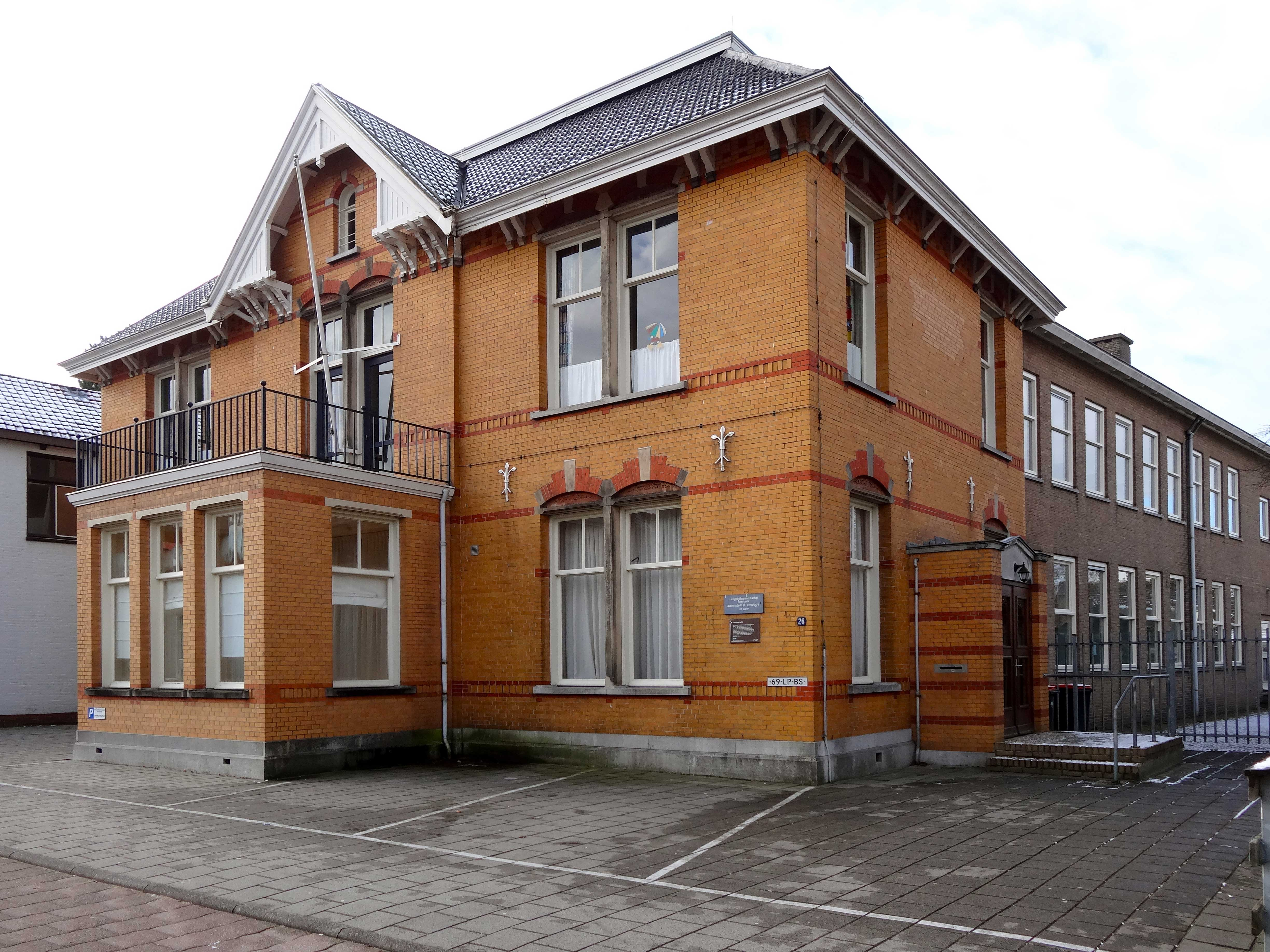
Tidigare domstol i Hoogeveen.

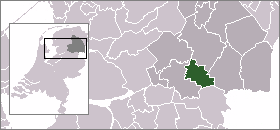
Lägeskarta

Hoogeveen är en kommun i provinsen Drenthe i Nederländerna. Kommunens totala area är 129,22 km² (där 1,45 km² är vatten) och invånarantalet är på 53 896 invånare (2005).